# Macropsis impura
Macropsis impura är en insektsart som beskrevs av Karl Henrik Boheman 1847. Macropsis impura ingår i släktet Macropsis och familjen dvärgstritar. Enligt den finländska rödlistan är arten nära hotad i Finland. Arten är reproducerande i Sverige. Artens livsmiljö är strandängar vid sötvatten. Inga underarter finns listade i Catalogue of Life.